# Cereus saddianus
Cereus saddianus là một loài thực vật có hoa trong họ Cactaceae. Loài này được (Rizzini & A.Mattos) P.J.Braun mô tả khoa học đầu tiên năm 1988.